# Métis
Els métis són un grup ètnic del Canadà que és esmentat a la Constitució del Canadà de 1982. Són el resultat de la mescla d'europeus amb els amerindis de les Primeres Nacions (Premières Nations/First Nations). La paraula prové de la paraula métisse que en francès significa mestís. Altres dels noms que han rebut els métis actualment es consideren ofensius, com per exemple bois-brûlés, mixed-bloods, half-breeds, bungi, black scots i jackatars.
El seu territori inclou les tres províncies de la praderia del Canadà, (Manitoba, Alberta i Saskatchewan), parts d'Ontario, Columbia Britànica, Terranova i Labrador, Quebec, Nova Brunswick, Nova Escòcia, i el Territoris del Nord-oest, així com, parts del nord dels Estats Units (Dakota del Nord nord-oest de Minnesota i Montana).

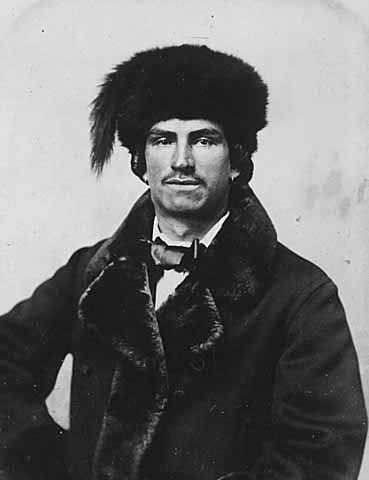
Comerciant de pells métis (1870)

## Història
Aquesta mescla d'ètnies va començar a mitjan segle XVIII. Els métis s'oposaren a la incorporació dels territoris de Manitoba, Alberta i Saskatchewan al Canadà, perquè consideraven que tal cosa amenaçava la seva pròpia existència. Ocuparen Winnipeg el 1869 i hi establiren un govern provisional métis encapçalat per Louis Riel. L'any següent el govern canadenc sufocà aquesta revolta i els capitost métis fugiren als Estats Units. El 1885 els métis intentaren separa-se del Canadà una altra vegada però finalment Louis Riel va ser executat.

## Llengua
La majoria dels métis parlen, a més de l'anglès o el francès métis o una llengua indígena com ara el cree l'anishinaabemowin, el denésoliné, etc. Alguns d'algunes regions parlen una llengua mixta anomenada michif, que es compon de verbs crees i substantius francesos. Michif, mechif o métchif és una grafia fonètica de la pronunciació de métif.